# Эспиноса, Мария
Мария дель Росарио Эспиноса Эспиноса (исп. María del Rosario Espinoza Espinoza; род. 27 ноября 1987 года, Ла Бреха, Синалоа) — мексиканская тхэквондистка, олимпийская чемпионка 2008 года, чемпионка мира 2007 года, победительница Панамериканских игр 2007 года. Выступает в весе свыше 67 кг.